# Franziskaner-Reformaten
Die Franziskaner-Reformaten (OFMRef, von lateinisch reformare „wiederherstellen“), Ordo Fratrum Minorum Reformatorum oder Ordo Fratrum Minorum Strictioris Observantiae (Orden der Minderbrüder von der strengeren Observanz), bildeten vom 16. bis zum Ende des 19. Jahrhunderts einen Reformzweig des Franziskanerordens.

## Entstehung
Die Bewegung der Reformaten entstand nach der Teilung des Ordens in die Konventualen (Minoriten) und die Observanten (Franziskaner) 1517 sowie der Abspaltung der Kapuziner 1528 innerhalb der observanten Richtung. Dort propagierten mehrere Brüder eine noch strengere Reform des Ordenslebens im Sinne der Ordensregel des Gründers Franz von Assisi, vor allem Bernhardin von Asti und Franciscus von Jesi, die sich aber schon bald dem Kapuzinerorden anschlossen.
Kernpunkte der Reform waren ab den 1530er-Jahren in Italien und Spanien „Rekollektionshäuser“, Häuser der Sammlung und Einkehr, die in zahlreichen Ordensprovinzen entstanden und in die reformwillige Brüder sich zurückziehen konnten. Sie wurden mit ihrer kontemplativen Form des Ordenslebens und ihrer strengeren Ausübung der Askese zu erfolgreichen Reformmodellen, führten aber zu einer Verselbständigung der Reformzweige im Orden. Es gab Widerstände und Polemik im Gesamtorden, die von beiden Seiten literarisch durch Streitschriften ausgetragen wurden. Die Reformaten genossen die Förderung des Mailänder Kardinals Karl Borromäus, der sich um eine moralische Erneuerung der katholischen Kirche nach der Reformation bemühte; Papst Clemens VII. erkannte dem Ordenszweig partielle Selbständigkeit im Franziskanerorden zu, Papst Clemens VIII. genehmigte 1600 separate Generalstatuten und Papst Gregor XV. erlaubte die Wahl eines eigenen Generalvikars. Mit den beiden anderen Zweigen der franziskanischen Observanzbewegung, den Alcantarinern oder Discalceaten in Spanien und den Franziskaner-Rekollekten in West- und Nordeuropa (Spanien, Frankreich, Belgien, Deutschland, England, Irland) unterstanden die Reformaten einem einzigen Generalminister. Sie hatten gegen Ende des 18. Jahrhunderts 19000 Mitglieder in 37 Provinzen.
Von Norditalien aus kamen die Reformaten nach Tirol, Österreich, Bayern und Polen. Die sieben franziskanischen Konvente in Bayern bildeten eine Kustodie der Straßburger Franziskanerprovinz (Provincia Argentina); diese Kustodie wurde 1625 von Papst Urban VIII. zu einer selbständigen Ordensprovinz, der Bayerischen Franziskanerprovinz vom heiligen Antonius (Bavaria), erhoben und war somit die erste Reformatenprovinz im Franziskanerorden überhaupt.
Die Reformaten mussten auf alle Einkünfte aus Stiftungen verzichten, und die Gebetszeiten des Chorgebets wurden strenger eingehalten als in den nicht reformierten Konventen.
Im 19. Jahrhundert relativierten sich die Unterschiede zwischen den Zweigen des Ordens, so dass Papst Leo XIII. mit seiner Bulle Felicitate quadam vom 4. Oktober 1897 sie zu einem einheitlichen Orden, dem Ordo Fratrum Minorum mit einheitlichen Generalstatuten vereinigte (Unio Leonina). Erster Generalminister nach der Union wurde der deutsche Aloys Lauer aus der Provinz Thuringia. Ab 1903 bekämpften einige Brüder die Unio Leonina und setzten bei Papst Pius X. durch, dass die Reformaten-Provinzen in Italien aus der Union wieder ausgegliedert wurden; der Generalminister Dionysius Schuler musste aufgrund dieser Querelen 1911 von seinem Amt zurücktreten. Die Ausgliederung der Reformatenprovinzen wurde von Papst Pius XII. rückgängig gemacht.

## Klöster
Die Bayerische Franziskanerprovinz war von 1625 bis 1897 eine Reformatenprovinz mit folgenden Klöstern:
| - Altötting - Amberg - Berchtesgaden - Cham - Dietfurt - Dingolfing - Eggenfelden - Freising - Hedingen - Ingolstadt - Kelheim | - Kemnath - Landshut - München - Neuburg (Donau) - Neukirchen im Bayerischen Wald - Pfreimd - Schrobenhausen - Stadtamthof - Straubing - Tölz - Weilheim |